# Jacob Denner

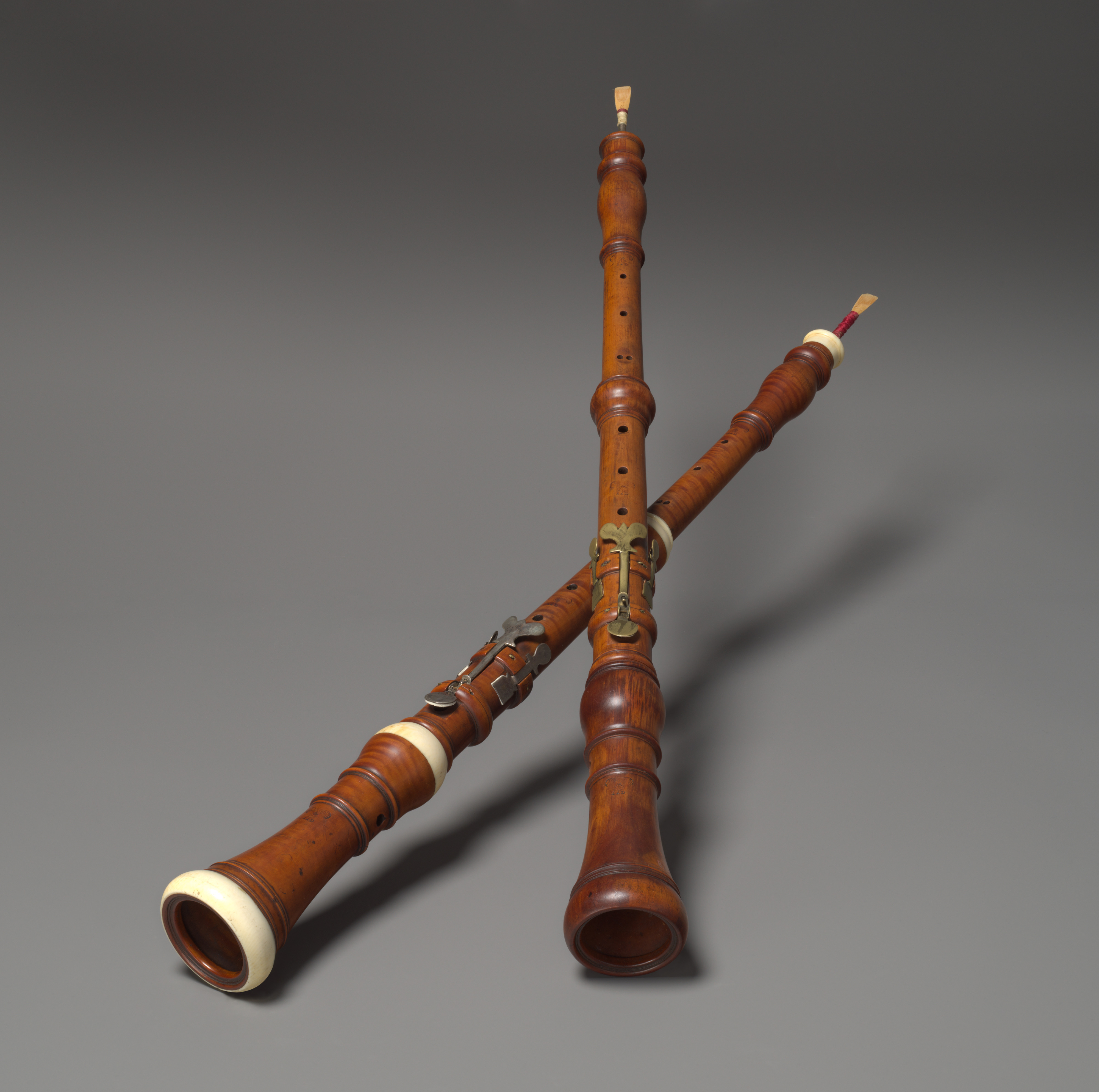
instrumenten gemaakt door Jacob Denner

Jacob Denner (Neurenberg, 1681 - 1735) was een Duits instrumentenbouwer uit de Barokperiode.  Zijn vader Johann Christoph Denner staat bekend om de verbeteringen die hij aanbracht aan de chalumeau (de voorganger van de klarinet).  Jacob Denner legde zich toe op de bouw van traversos en blokfluiten.
Zijn instrumenten zijn in het bezit van musea en privéverzamelingen en worden sinds de 20e eeuw herhaaldelijk gekopieerd.  Het Musikhistorisk Museum in Kopenhagen bezit een van zijn best bewaarde altblokfluiten.